# 3. stoljeće
◄ | 1. tisućljeće pr. Kr. | 1. tisućljeće | 2. tisućljeće | ►
◄ | 1. stoljeće | 2. stoljeće | 3. stoljeće | 4. stoljeće | 5. stoljeće | ►
200-ih | 210-ih | 220-ih | 230-ih | 240-ih | 250-ih | 260-ih | 270-ih | 280-ih | 290-ih
3. stoljeće je je razdoblje od 201. do  300. godine.

## Glavni događaji i razvoji
- Prva barbarska invazija Rimskog Carstva.
- Raspad Kineskog carstva.
- Rimljani počinju gradnju impozantne palače u Polačama, na otoku Mljetu.

## Osobe
- Klaudije Gotski Rimski car 268. – 270. Zaustavio prvu seobu naroda.

## Vanjske poveznice
|  | Zajednički poslužitelj ima još gradiva o temi 3. stoljeće |